# Thoughtless
«Thoughtless» —en español: «Desconsiderado»— es una canción de la banda de metal alternativo estadounidense Korn. Fue lanzado el 15 de julio de 2002 como el segundo sencillo de su quinto álbum de estudio Untouchables. La canción trata sobre la infancia de Jonathan Davis cuando era acosado en la escuela y soñaba con vengarse contra aquellos que lo intimidan, cuyo video musical cuenta esta historia.

## Video musical
El video fue dirigido por The Hughes Brothers, los mismos que se encargaron del video de Here to Stay. La trama de este vídeo gira en torno a un joven que asiste a una escuela secundaria, interpretado por el actor Aaron Paul, que es señalado, golpeado y ridiculizado y que planea su venganza contra estos. 
A continuación, se lo ve en su habitación mirando una libreta, luego lo arroja por la ventana y observa en la guía telefónica un servicio que dice "Escorts Fantasy". Decide contar con el servicio y luego se presenta en su fiesta de graduación con una extraña mujer (interpretada por Aimee Sweet). En la escena final el joven vómita sobre toda la concurrencia que se encontraba en el auditorio, incluidos a los que lo hostigaban dejándolos en ridículo y humillados. Mientras transcurre el video se ve a la banda interpretando la canción supuestamente en el interior de su cerebro. El nombre del personaje de Aaron Paul aparece en su anuario como "Floyd", que a su vez, era el título provisional de "Thoughtless" en la versión sin masterizar, que se había filtrado meses antes de la edición del álbum.
También hay una versión "performance" que sólo muestra a la banda interpretando la canción en la sala que aparece en el video original.

## Versiones
La banda estadounidense de metal alternativo Evanescence grabó su versión incluida en su álbum en vivo y DVD Anywhere But Home del 2004.

## Lista de canciones
Maxisencillo
1. «Thoughtless» – 4:32
2. «Thoughtless» (D Cooley Remix featuring DJ Z-Trip) – 3:52
3. «Thoughtless» (Dante Ross remix) – 4:21
4. «Here to Stay» (Tone Toven and Sleep remix) – 3:28
5. «Here to Stay» (Remixed by Mindless Self Indulgence) – 3:45
6. «Thoughtless» (video musical) – 4:32

## Posicionamiento en listas
| Lista (2002)                            | Mejor posición |
| --------------------------------------- | -------------- |
| Alemania (Media Control AG)             | 74             |
| Canadá (Canadian Singles Chart)         | 10             |
| Estados Unidos (Bubbling Under Hot 100) | 8              |
| Estados Unidos (Modern Rock Tracks)     | 11             |
| Estados Unidos (Mainstream Rock Tracks) | 6              |
| Irlanda (IRMA)                          | 39             |
| Reino Unido (UK Singles Chart)          | 37             |
| Suiza (Schweizer Hitparade)             | 82             |